# Adelaide de Morais Barros
Adelaide Benvinda de Morais Barros (Santos, 17 de setembro de 1848 — Berlim, 8 de novembro de 1911) foi a esposa de Prudente de Morais, o 3.º Presidente do Brasil, e a primeira-dama do país entre 1894 e 1898. Também foi primeira-dama do estado de São Paulo de 1889 a 1890.

## Biografia

### Infância e vida familiar
Adelaide Benvinda da Silva Gordo, nasceu em Santos, no dia 17 de setembro de 1848, sendo filha do tenente-coronel da Guarda Nacional Antônio José da Silva Gordo (1805–1868), natural de Valença do Minho, e de sua segunda esposa, Anna Brandina de Barros (1826–1916). Entre seus irmãos estava o político Adolfo Afonso da Silva Gordo (1858–1929). A família era proprietária de grandes terras em Santos, São Paulo, e exportava café. Através de sua mãe, Adelaide, era uma descendente distante de vários aristocratas e monarcas europeus.

### Casamento

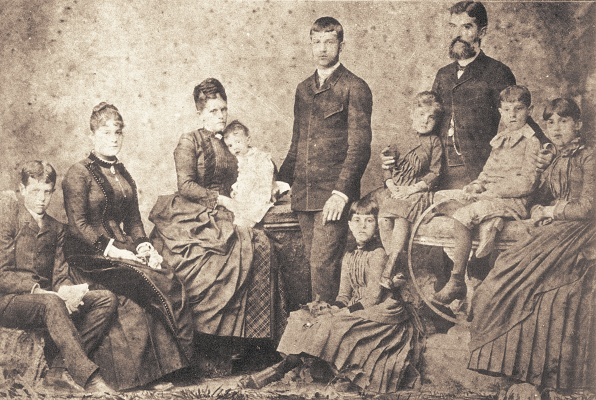
Adelaide e sua família, por volta de 1875.

Adelaide e Prudente se conheceram na cidade de Piracicaba, onde os pais de seu futuro marido se mudaram em 1858. Foi na casa de seus pais que Adelaide se casou, aos 17 anos, com Prudente de Morais Barros, no dia 28 de maio de 1866, tornando-se um grande acontecimento social na época. Entretanto, houve uma cerimônia dupla: sua irmã gêmea Maria Inês (1848–1917) desposou o senador Manuel de Morais Barros (1836–1902), irmão de Prudente, no mesmo dia.

#### Filhos
O casal Morais Barros tiveram nove filhos juntos: Maria Amelia (1868–1918), Gustavo (1870–1929), Julia (1872–falecida), Prudente Filho (1876–1943), Carlota (1878–1953), Antonio (1880–1944), Maria Tereza (1886–1887), Paula (1888–1952) e Maria Jovita (falecida). Duas de suas filhas faleceram em menoridade: Jovita aos 11 anos e Maria Tereza com apenas 1 ano de idade, fato que marcou profundamente o casal. Teve ainda que criar e educar o filho ilegítimo que o marido teve enquanto estudante de Direito, chamado José Prudente (1860–1895), morto vítima de um desastre na fazenda do Barreiro.

## Últimos anos e morte
Foi uma velha amiga da missionária metodista norte-americana Martha Watts, que fundou, entre outras instituições, o Colégio Piracicabano, no qual filhos do casal Morais estudaram.
Ficou viúva em dezembro de 1902. Sua saúde abalada levou-a para um tratamento médico em Berlim, na Alemanha, onde faleceu. Seu corpo está sepultado em Piracicaba, no interior de São Paulo.